# Ådalens IF
Ådalens Idrottsförening (schwedisch „Sportvereinigung Ådalen“, abgekürzt ÅIF) ist ein zweisprachiger Unihockeyverein mit Sitz in Söderkulla in der Gemeinde Sipoo in Finnland. Er wurde 1995 als reiner Unihockeyverein gegründet.

## Geschichte
Der gleichnamige Vorgängerverein Ådalens Idrottsförening wurde bereits 1951 in dem damals noch überwiegend schwedischsprachigen Ort Söderkulla in Sibbo (fi. Sipoo) in der Region Helsinki gegründet. 
Der Verein arbeitet heute konsequent zweisprachig aber versteht sich als finnlandschwedischer Verein. Die Mannschaften von ÅIF tragen ihre Heimspiele in der Ingman Areena aus, die 350 Zuschauer fasst.
Die erste Damenmannschaft spielt in der F-Liiga, der höchsten nationalen Liga. Die erste Herrenmannschaft spielt in der  nächsthöchsten Inssi-Divari. Die Nachwuchsarbeit des Vereins erhielt das Label Nuori Suomi -sinetti („Junges-Finnland-Siegel“), eine Auszeichnung des nationalen Sportverbandes Valo für qualitativ hochwertige Jugendarbeit.